# John E. James

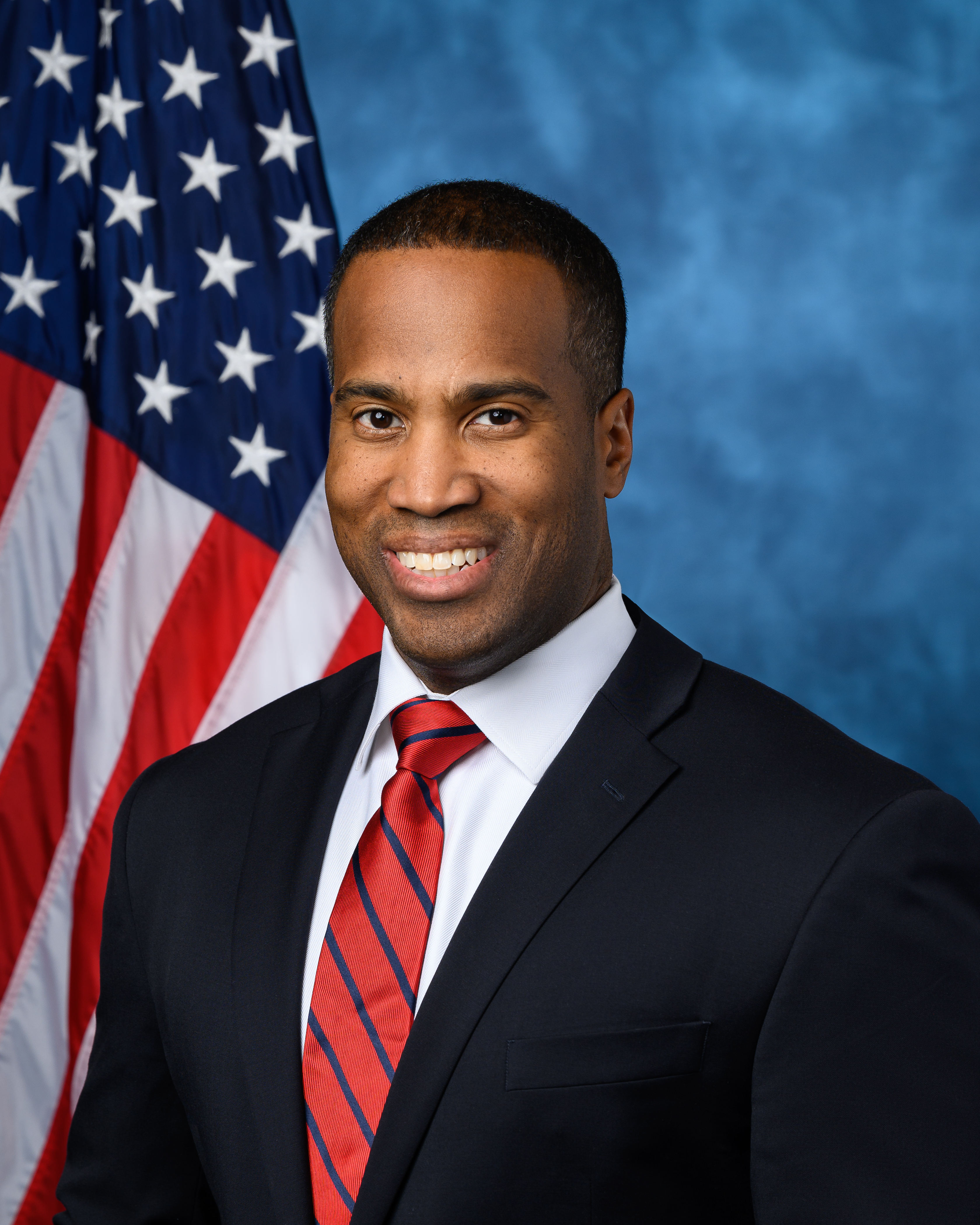
John E. James (2022)

John Edward James (* 8. Juni 1981 in Southfield, Michigan) ist ein US-amerikanischer Politiker der Republikanischen Partei, der vor seinem Gang in die Politik als Unternehmer und Soldat tätig war.
James bewarb sich bei den Wahlen zum Senat der Vereinigten Staaten 2020 für einen Senatssitz von Michigan, verlor aber gegen Amtsinhaber Gary Peters, nachdem er in den Wahlen 2018 der Amtsinhaberin Debbie Stabenow unterlegen war. Seit 2023 vertritt er den 10. Kongresswahlbezirk von Michigan im Repräsentantenhaus der Vereinigten Staaten.

## Biographie

### Frühes Leben
John Edward James wurde im US-Bundesstaat Michigan als Sohn von John A. James geboren. Im Alter von 17 Jahren schrieb sich James an der United States Military Academy ein, wo er 2004 einen Bachelor of Science abschloss und Pilot wurde. Er diente acht Jahre lang in der US-Armee und nahm an mehreren Operationen im Irakkrieg teil, wo er als Hubschrauberpilot tätig war.
James studierte neben seiner Karriere in der Armee an der Pennsylvania State University und an der University of Michigan.

### Unternehmerschaft
2012 wechselte James zur James Group International, wo sein Vater John A. James als Chief Executive Officer tätig war. James stieg zum Director of Operations und schließlich zum Präsidenten von JGI und CEO von Renaissance Global Logistics auf. Unter Michigans Gouverneur Rick Snyder war James Mitglied des Mobility Councils und des Veterans Trust Committees.

### Senatswahlen 2018
Im September 2017 trat James in die republikanische Vorwahl für die US-Senatswahl 2018 in Michigan ein, um die seit drei Amtszeiten amtierende Demokratin Debbie Stabenow von ihrem Sitz abzulösen. Auch der Musiker Kid Rock wollte ursprünglich an den Vorwahlen teilnehmen, doch letztendlich kam es zur Wahl zwischen James und dem Geschäftsmann Sandy Pensler. Präsident Trump sprach sich im Zuge der Vorwahlen für die Wahl von James aus und dieser gewann die Vorwahlen seiner Partei. In der Wahl am 6. November 2018 gewann jedoch Stabenow ihre Wiederwahl mit 52,3 % der Stimmen, während James lediglich auf einen Anteil von 45,8 % kam.

### Potenzieller US-Botschafter bei den Vereinten Nationen
Nachdem Nikki Haley als US-Botschafterin bei den Vereinten Nationen ihre Ambitionen verkündete, das Amt mit Ende des Jahres 2018 aufzugeben, war James als ihr Nachfolger im Gespräch und soll sich zu diesem Zweck auch mit Präsident Trump getroffen haben. Trump gab zunächst der Sprecherin des Außenministeriums der Vereinigten Staaten, Heather Nauert den Vorzug. Nachdem Nauert die Position im Februar 2019 überraschend abgelehnt hatte, war James erneut im Gespräch dafür, das Amt zu übernehmen. Dennoch entschied sich Trump erneut, den Posten nicht James zu übergeben und Kelly Craft wurde als Haleys Nachfolgerin nominiert.

### Senatswahlen 2020
Nach seiner für die Politik Michigans überraschend knappen Niederlage gegen Senatorin Debbie Stabenow, wurde James zu einem Shooting Star der Republikanischen Partei. James wurde sehr bald vom Republican National Committee als geeigneter Kandidat für die Wahlen zum Senat in Michigan 2020 gesehen, um den amtierenden demokratischen Senator Gary Peters von dessen Wiederwahl abzuhalten. Am 6. Juni 2019 verkündete James schließlich seine neuerlichen Ambitionen, US-Senator für Michigan werden zu wollen und bei der Wahl anzutreten. Mit 48,2 % der Stimmen unterlag er dem Amtsinhaber Peters.

### Repräsentantenhaus
Bei den Wahlen zum Repräsentantenhaus der Vereinigten Staaten, die im November 2022 stattfanden, kandidierte James nach gewonnener Vorwahl im 10. Kongresswahlbezirk von Michigan. Dabei setzte er sich mit 48,8 % der Stimmen knapp gegen seinen demokratischen Konkurrenten Carl Marlinga durch. Somit vertritt James Michigan seit dem 3. Januar 2023 im Repräsentantenhaus. Bei der Kongresswahl 2024 hatte John James keinen Herausforderer.
Erneut trat Carl Marlinga als Kandidat der Demokraten gegen John James an. Es war mittlerweile Marlingas dritte Kandidatur in Folge. James gewann mit 51,1 % der Stimmen. John James aktuelle Legislaturperiode im 119. Kongress dauert noch bis zum 3. Januar 2027.